# Descripción de especie

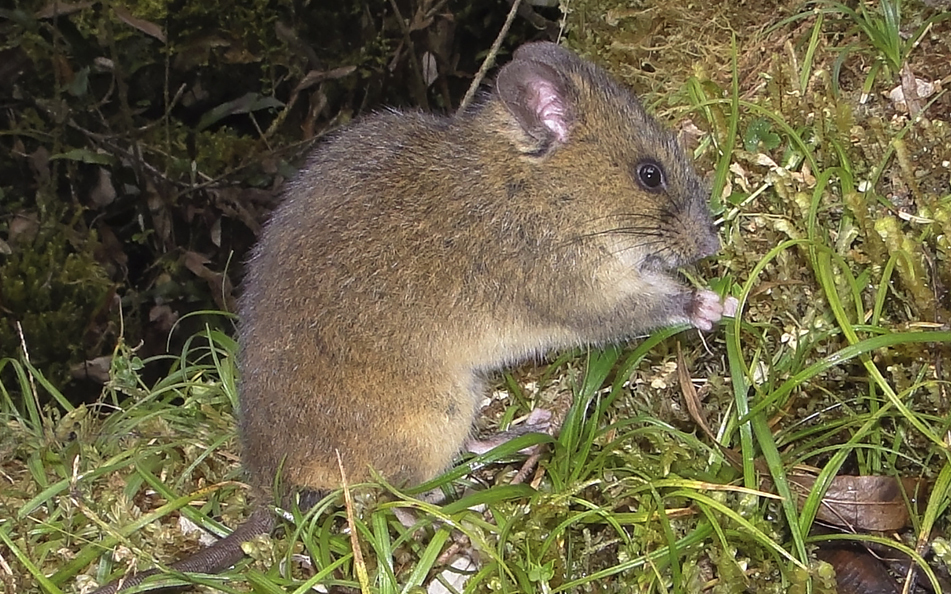
Ratón andino de Burneo (Thomasomys burneoi). Hembra adulta en Cubillines, Sangay National Park, Ecuador

Una descripción de especie es una descripción formal de una especie, generalmente a través de un artículo científico. Su propósito es dar una descripción clara de una nueva especie de organismo y explicar cómo ésta difiere de las especies que se han descrito anteriormente, o están relacionados. 
La descripción de la especie a menudo contiene fotografías u otras ilustraciones y expresa en qué museos este se ha depositado. de los estados en los que los museos se ha depositado. La publicación en que la especie es descrita da a la especie nueva un nombre científico formal. Hoy en día, alrededor de 1.9 millones de especies han sido descritas y nombradas, de aproximadamente 8.7 que podrían existir actualmente en la Tierra. Millones más se han extinguido.
Es habitual para los científicos introducir todos los descubrimientos nuevos relevantes e investigar en un manuscrito científico, que es enviado a otros científicos para la revisión por pares. Si es aceptado, este es publicado en una revista científica de la disciplina apropiada o en un libro. Las descripciones y los nombres de una especie nueva u otros taxones siguen el mismo proceso.